# Çekdirme

Le çekdirme est un plat traditionnel turkmène et turc.

## Recette
Il est préparé en cuisant simultanément du riz, de la viande (mouton ou agneau), de la pâte de tomate, ou des tomates, des oignons, de l'ail, de l'huile, de l'eau, du sel et du poivre. C'est un plat semblable au riz d'Istanbul.
Le plat est préparé dans une marmite en fonte appelée ghazan.
Les petits morceaux de viande sont d'abord frits dans l'huile, puis on ajoute des oignons déchiquetés et des tomates ou de la pâte de tomates. La viande est ensuite mise à bouillir et on ajoute le riz. L'eau doit tout juste recouvrir la préparation. La chaleur est baissée progressivement jusqu'à ce que le riz soit cuit.